# Erica squarrosa
Erica squarrosa är en ljungväxtart som beskrevs av Richard Anthony Salisbury. Erica squarrosa ingår i släktet klockljungssläktet, och familjen ljungväxter. Inga underarter finns listade i Catalogue of Life.